# Colobothea pictilis
Colobothea pictilis är en skalbaggsart som beskrevs av Bates 1865. Colobothea pictilis ingår i släktet Colobothea och familjen långhorningar. Inga underarter finns listade i Catalogue of Life.